# HMS Ledbury (L90)
Pour les autres navires du même nom, voir HMS Ledbury.
Le HMS Ledbury (pennant number L90) est un destroyer d'escorte de classe Hunt de type II construit pour la Royal Navy pendant la Seconde Guerre mondiale.

## Construction
Le Ledbury est commandé le 5 septembre 1939 dans le cadre du programme d'urgence de la guerre de 1939 pour le chantier naval de John I. Thornycroft & Company de Southampton en Angleterre sous le numéro 6606. La pose de la quille est effectuée le 24 janvier 1940, le Ledbury est lancé le 27 septembre 1941 et mis en service le 11 février 1942.
Il est parrainé par la communauté civile de Ledbury dans le Worcestershire pendant la campagne nationale du Warship Week (semaine des navires de guerre) en mars 1942.
Les navires de classe Hunt sont censés répondre au besoin de la Royal Navy d'avoir un grand nombre de petits navires de type destroyer capables à la fois d'escorter des convois et d'opérer avec la flotte. Les Huntde type II se distinguent des navires précédents type I par une largeur (Maître-bau) accru afin d'améliorer la stabilité et de transporter l'armement initialement prévu pour ces navires.
Le Hunt type II mesure 80,54 m de longueur entre perpendiculaires et 85,34 m de longueur hors-tout. Le Maître-bau du navire mesure 9,60 m et le tirant d'eau est de 3,51 m. Le déplacement est de 1070 t standard et de 1510 t à pleine charge.
Deux chaudières Admiralty produisant de la vapeur à 2100 kPa et à 327 °C alimentent des turbines à vapeur à engrenages simples Parsons qui entraînent deux arbres d'hélices, générant 19 000 chevaux (14 000 kW) à 380 tr/min. Cela donné une vitesse de 27 nœuds (50 km/h) au navire 281 t de carburant sont transportés, ce qui donne un rayon d'action nominale de 2 560 milles marins (4 740 km) (bien qu'en service, son rayon d'action tombe à 1 550 milles marins (2 870 km)).
L'armement principal du navire est de six canons de 4 pouces QF Mk XVI (102 mm) à double usage (anti-navire et anti-aérien) sur trois supports doubles, avec un support avant et deux arrière. Un armement antiaérien rapproché supplémentaire est fourni par une monture avec des canons quadruple de 2 livres "pom-pom" MK.VII et deux  canons Oerlikon de 20 mm Mk. III montés dans les ailes du pont. Les montures jumelles motorisées d'Oerlikon sont remplacées par des Oerlikons simples au cours de la guerre. Jusqu'à 110 charges de profondeur pouvaient être transportées,. Le navire avait un effectif de 168 officiers et hommes d'équipage,.

## Histoire

### Seconde guerre mondiale

#### 1942
Après avoir terminé ses essais et sa mise en service, le Ledbury se rend à Scapa Flow en février 1942 pour s’entraîner avec les navires de guerre de la Home Fleet, rejoignant ainsi la 20e Flottille de destroyers le 11 février. Le 1er mars, il rejoint les cuirassés King George V (41) et Duke of York (17), le croiseur Renown (1916), le porte-avions Victorious (R38), les croiseurs légers Berwick (65) et Kenya (14) et 19 autres destroyers pour la protection à distance Le convoi PQ12, l’un des convois de l'Arctique, qui est chargé de transporter des armes et des marchandises indispensables à Mourmansk, en Union soviétique. Puis, il escorte le convoi QP8 sur le chemin de retour,,,,.
Le 15 mars, le Ledbury escorte des navires de guerre dans les 1ères mines de l’opération SN81, qui pose des mines dans la zone de clôture nord, sous la protection du croiseur Charybdis (88). Le 20 mars, il est de nouveau mobilisé avec les navires de la Home Fleet pour défendre à distance le convoi PQ13 vers la Russie et le convoi QP9 sur le chemin de retour. Le 8 avril, il fait partie de l’escorte de King George V, Duke of York, Renown des croiseurs Edinburgh (16) et Kent (54) et de 15 autres destroyers pour la protection à distance du convoi PQ14 se rendant en Russie et le convoi QP10 sur le retour. Le 26 avril, il escorte le pétrolier RFA Gray Ranger en Islande pour ravitailler les destroyers pour rejoindre le convoi PQ15, puis retourne à Lerwick après avoir terminé son temps de mission. Le 23 mai, il est déployé comme Force Q pour escorter le pétrolier RFA Black Ranger pour l’Islande après avoir terminé une mission de ravitaillement pour les destroyers escortant le convoi PQ16,,,,.

##### ConvoiPQ17
Le 30 juin, le Ledbury rejoint les destroyers Fury (H76), Keppel (D84), Leamington (G19), Offa (G29) et Wilton (L128) pour escorter le convoi PQ17 vers l’Union soviétique. Ce convoi subit les dommages en nombre de navires marchands et de marchandises le plus important pendant la guerre. Les premiers incidents du convoi se produisent tôt le matin du 4 juillet, lorsqu’une torpille ennemie frappe le cargo Liberty SS Christopher Newport, qui mène l’escouade, ayant failli entrer en collision avec d’autres navires. Le commandant de la force d’escorte, le lieutenant-colonel Jack Broome du cuirassé Keppel, ordonne aux Ledbury, Leamington et à la corvette Poppy (K213) de faire face à la possibilité d’attaquer des sous-marins allemands (U-Boote). Le Ledbury  est choisi pour rester à la fin du convoi pour saborder le SS Christopher Newport si nécessaire,,,,.

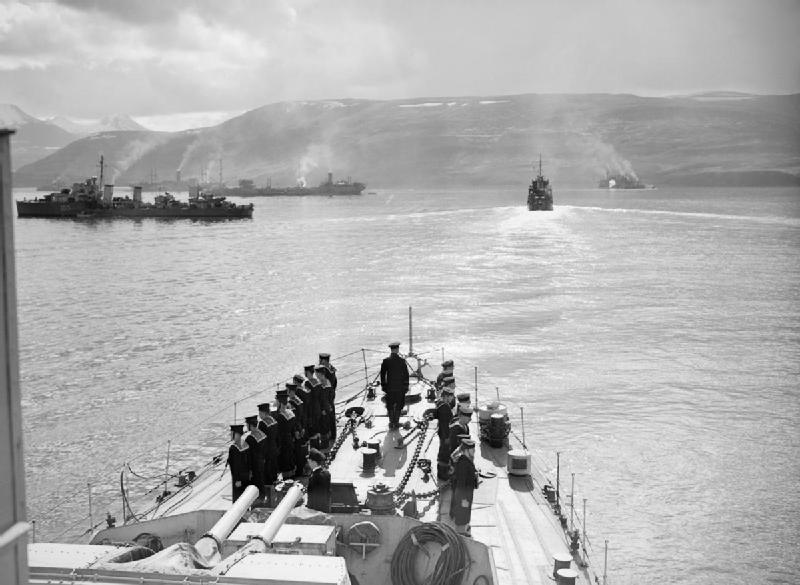
Escorte et navire marchand du PQ 17 à Hvalfjord avant le départ

À 8 heures, le Ledbury voit huit bombardiers torpilleurs ennemis, et émet une alarme pour le convoi approchant les 210 degrés, à une distance de 5 milles nautiques. Il accélère et se redirige vers les attaquants rivaux, qui sont jusqu’à 25 avions. L’un des assaillants est abattu par le destroyer USS Wainwright à 3,7 kilomètres vers le côté tribord, et les marins du Ledbury voient quatre membres de la flotte allemande s’échapper des radeaux de sauvetage. Le lieutenant-pilote Kaumeyr et les trois autres survivants sont secourus par le canot du Ledbury. Cependant, l’attaque continue d’être aussi féroce, et les escortes doivent opérer activement pour protéger les navires marchands des frappes aériennes, et en particulier par les U-Boote ennemis.
Le ministère britannique de la Marine a de nouveau cru à tort que le convoi PQ17 souffrait du risque d’une attaque coordonnée de diverses unités navales allemandes, en particulier le cuirassé Tirpitz et les croiseurs lourds Admiral Hipper, Admiral Scheer et Lützow. Une série d’ordres est envoyée au convoi, ordonnant finalement le convoi de «se disperser» vers les ports soviétiques. Pendant ce temps, censés faire face à une puissante force ennemie, les croiseurs et les escortes de destroyers se dirigent vers l’ouest, ce qui, de fait, abandonne les navires marchands. L’affrontement avec les navires de guerre allemands ne s’est pas produit peu de temps après, et les navires marchands qui ont été dirigés vers l’Union soviétique subissent plusieurs frappes aériennes et des attaques de sous-marins. 190 hommes sont tués, 400 à 500 avions, 300 chars et des centaines de milliers de tonnes de matériels militaires sont perdus sur les 23 navires marchands coulés. Le Tirpitz ne sortira du port qu’un jour ou deux plus tard, mais il s’est immédiatement retiré après avoir été informé d’une présence de sous-marin,.

##### Opération Pedestal
Contexte et premières activités
En 1942, le Ledbury commence à se battre contre les forces italiennes en Afrique du Nord et leurs alliés, l'Afrika Division sous Erwin Rommel. Malte joue un rôle important dans cet épisode,. À ce stade de la guerre, Malte a connu une grave pénurie de munitions, de nourriture et d’essence. Les tentatives visant à contourner le blocus de Malte ont échoué ; les tentatives précédentes tels que Harpoon de Gibraltar et Vigorous d’Alexandrie, en Égypte, ont perdu la majorité des navires de navigation, et les escortes ont subi des pertes et des dommages massifs. Une nouvelle campagne de transport est prévue à la mi-août avec le code Pedestal,.
Le 2 août, le Ledbury quitte la Clyde et le convoi WS21S qu'il escortait et se joint à la Ocean Escort avec les navires de la Home Fleet. Le 9 août, il quitté Gibraltar dans le cadre de la Force X, comme escorte directe pour le convoi WS21S, avec les croiseurs Nigeria (60), Kenya (14), Manchester (15), Cairo (D87) et les destroyers Ashanti (F51), Bramham (L51), Fury, Icarus (D03), Intrepid (D10),  Pathfinder (G10), Penn (G77), Westcott (D47), Wrestler (1918) et Vidette (D48),,,,.
Le Ledbury se détache du convoi pour un nouveau ravitaillement tôt le matin du 11 août avant de retourner à la protection tribord du convoi. Dans l’après-midi, le porte-avions Eagle (1918) est touché par quatre torpilles du sous-marin allemand U-73. Lorsque le Eagle coule, les destroyers Laforey (G99) et Lookout (G32) et un remorqueur secourent les survivants tandis que le Ledbury reçoit l’ordre de garder le convoi.
Le convoi subit maintenant constamment des frappes aériennes ennemies. Le Ledbury est crédité d'avoir abattu un avion ennemi avec le canon tribord Oerlikon de 20 mm, même si de nombreux navires visaient la cible. Tôt le lendemain matin, le cuirassé Nelson (28) aperçoit un périscope sur tribord, et le destroyer reçoit l’ordre de se rendre sur le sous-marin ennemi. Il laisse tomber une série de charges de profondeur pour protéger le porte-avions HMS Indomitable des sous-marins ennemis. Vers 21 heures, un raid aérien de bombardiers en piqué Junkers Ju 88 Stuka vise le convoi, et un avion est abattu. Quatre petites bombes tombent à travers le pont avant tribord et une grosse bombe s'écrase sur la poupe de son côté tribord. Trois membres d'équipage de la Luftwaffe (flotte aérienne allemande) s'extraient de leurs avions en parachute dans la mer, mais un seul est repéché par le Ledbury. Un nouveau raid aérien reprend, cette fois par des bombardiers torpilleurs, les deux avions de tête sont apparus devant le convoi, mais ne sont pas accessibles par la défense, et deux avions sont abattus. Après cette attaque, le Ledbury retourne du côté tribord du convoi. Puis une autre attaque par les Junkers Ju 88 recommence pendant que les destroyers d'escorte font le plein de carburant. Le Ledbury reçoit une bombe supplémentaire lancée près du pont arrière et un navire marchand du convoi fut endommagé qui sera escorté par le Bramham.

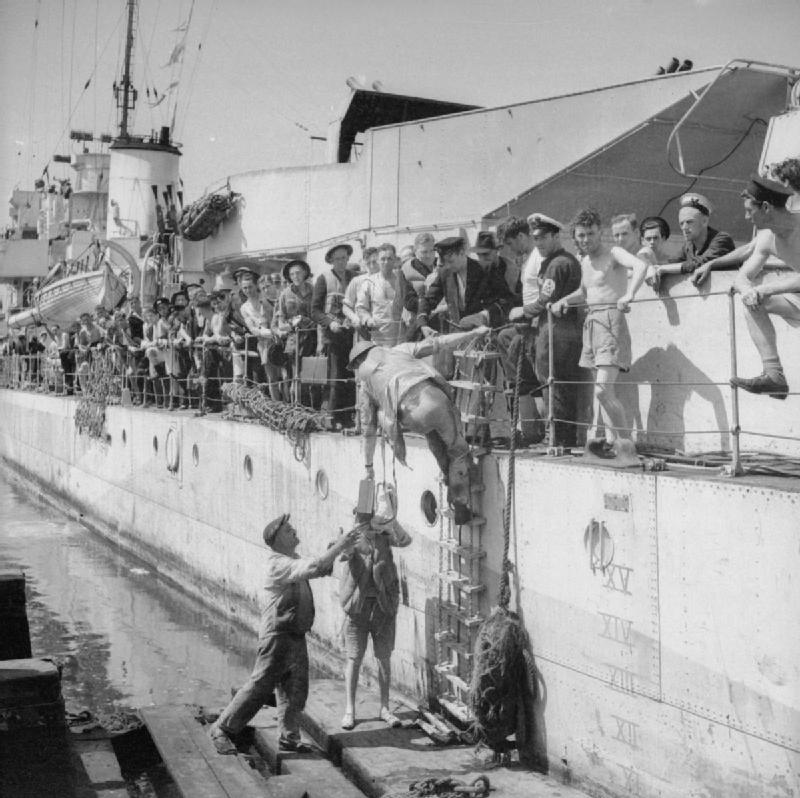
Le Ledbury ramène à terre des survivants de navires marchands à Malte

Pendant que le convoi continue son voyage, il est continuellement dérangé et attaqué, les sous-marins ennemi apparaissant de plus en plus. L’un entre eux est forcé de faire surface et est coulé par un destroyer de la classe Tribal. Une attaque aérienne de Junkers Ju 87 largue des mines, tous hors de la cible. C’est alors que 12 bombardiers torpilleurs s'approchent du côté tribord, mais sont repoussés par des tirs antiaériens. Les Junkers Ju 87 ont également attaqué le porte-avions Indomptable. À 19 h, la Force Z, les cuirassés, les porte-avions et trois croiseurs à distance se retirent et 50 minutes plus tard, le convoi est réorganisé comme une formation à deux rangées, avec trois dragueurs de mines ouvrant la route tandis que les navires restants dans l’escouade organisent la défense aérienne le long du convoi. A 19 h 56, le Nigeria, le Cairo et le pétrolier SS Ohio sont torpillés et la plupart des escortes sont près des croiseurs endommagés, le Ledbury étant du côté tribord du convoi avec le Manchester, le Kenya et le Pathfinder en face.
Un croiseur signale la détection des systèmes de navigation aérienne ennemis sur le côté tribord devant le convoi, et le Ledbury traverse la formation du convoi pour se déplacer pour attaquer. Cependant, une attaque aérienne lourde par des Junkers Ju 88 a lieu tandis que le Ledbury reste coincé entre deux rangées de navires marchands. L’intensité de l’attaque est de plus en plus féroce, deux navires marchands sont touchés, l’un explose, tandis qu'un autre flotte encore, mais a créé un grand feu d’essence à la surface de la mer. Les bombardiers torpilleurs se sont approchés du côté tribord à une distance très proche, et le Ledbury a fait face par des tirs antiaériens, mais l’ennemi lance deux torpilles, qui font explosé un autre navire marchand, probablement le MV Brisbane Star,.
Le Ledbury contacte le Manchester pour s’assurer que le croiseur est toujours en contact étroit avec les navires endommagés. Le Ledbury constate que six navires endommagés se déplacent dans des directions différentes, principalement dans la direction nord et nord-ouest. Il ordonne au navire marchand le plus proche MV Melbourne Star de suivre la direction de 120°, qui est transmis aux navires proches. Il retourne ensuite vers le Ohio, dans l’intention de remorquer le pétrolier. Mais le Ohio informe qu’il est possible de se déplacer de son propre chef mais ne peut pas s'orienter parce que sa boussole est endommagée. Alors le Ledbury oriente une lumière à l’arrière du navire, de sorte que le pétrolier pourrait le suivre jusqu'à Malte. Le Ledbury informe le navire de la présence d’une mine près de Zembra communiquant simultanément avec le Penn pour indiquer qu’il n’est pas en mesure de secourir les survivants des navires marchands endommagés pendant qu'il accompagne le Ohio.
Activités de sauvetage

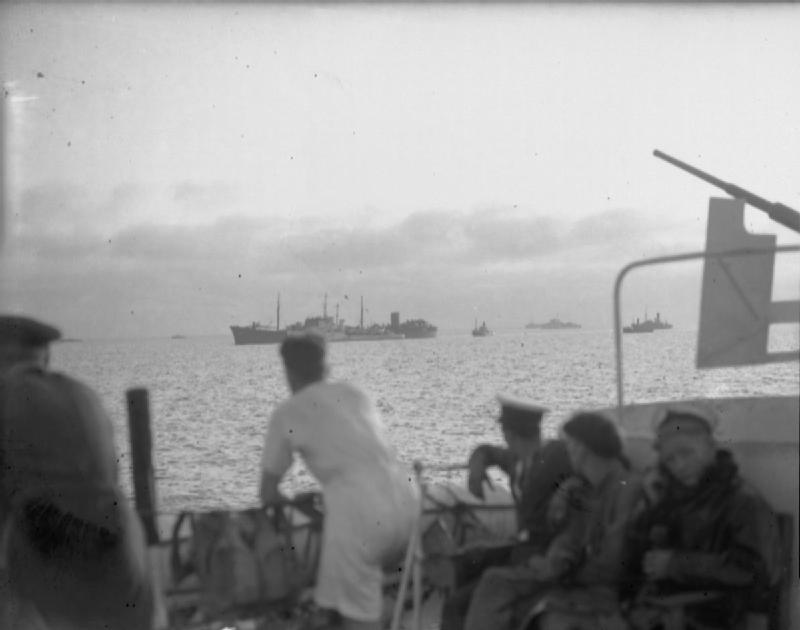
Le Ledbury aux côtés du pétrolier SS Ohio endommagé.

Le 13 août, le Ledbury devance toujours le Ohio à la fin du convoi. Ils continuent d'être attaqués par les bombardiers ennemis Junkers Ju 88. Le navire marchand MV Waimarama est touché par trois ou quatre bombes et explosions. Le Ashanti envoie un signal au Ledbury pour lui demander de sauver les survivants. Il prédit que personne ne pourrait survivre à l’explosion intense et aux incendies qui se sont propagés à travers le navire, mais en arrivant dans la zone, il sauve 45 hommes,. Le Ledbury sauve les membres d’équipage du Waimarama et du Melbourne Star, parce que lorsque le Waimarama a rompu de façon inattendue, le Melbourne Star est allé droit au milieu de l’incendie. Le Ledbury termine le sauvetage à 9 heures, et est à environ 48 kilomètres derrière le convoi, de sorte qu’il doit accélérer pour rattraper le Ohio.
Le Ledbury retrouve le Ohio, couché sur le côté du Penn pour défendre tandis que le Bramham a laissé tomber le sous-marin ennemi. Le reste du convoi se trouve à 16 kilomètres, le raid aérien étant l’ennemi. Parce que le Ohio est escorté par le Penn, le Ledbury est dirigé pour aider Manchester dans les environs du golfe de Hammamet en Tunisie. Le croiseur a ses salles des machines inondées et est en flammes. Le destroyer se déplace à 24 nœuds (44 km/h), traverse la zone du naufrage du Almeria Lykes, et sur le chemin,  abat deux bombardiers italiens Savoia-Marchetti SM.84. Cependant, il ne trouve aucun résultat tout en voyageant le long de la côte jusqu’à seulement 19 kilomètres de Hammamet,, et avait des informations de la présence d’un croiseur ennemi près de l’île de Zembra et deux destroyers ennemis en direction de l’île de Pantelleria , qui le fait changer de direction à 8 kilomètres au sud de l’île de Linosa, avant de rechanger de direction pour rejoindre le groupe de soutien à l'Ohio.
Soutien au SS Ohio

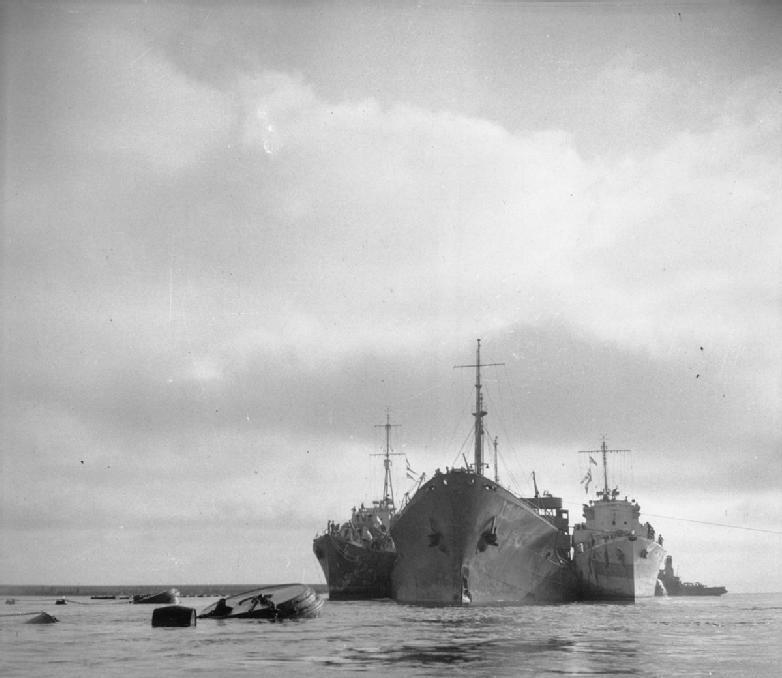
Le pétrolier SS Ohio endommagé, soutenu par les destroyers navals britanniques

Le 14 août, le Ohio est arrêté en pleine mer parce que ses moteurs ne marchent plus, ayant subi une attaque supplémentaire alors qu’il était remorqué par le Penn. Lorsque le Ledbury arrive dans la position supposée du Ohio, il ne trouve pas le pétrolier. Mais peu de temps après, le lieutenant-colonel Hill, le capitaine de Ledbury, voit des tirs de sa tourelle avant, devinant que c'est l'escorte du Ohio qui repousse des avions ennemis, et permet ainsi de diriger le Ledbury grâce aux éclairs dans l’horizon. Alors qu’il approche du Ohio, le pétrolier est submergé dans l’eau. « Nous semblons arriver trop tard », craint Hill en disant à son lieutenant.
Le Ledbury coopère avec le Penn et le dragueur de mines Rye (J76) pour remorquer le pétrolier vers Malte,. Des artilleurs du Ledbury, ainsi que certains membres d’équipage volontaires américains, secourus du navire marchand sabordé Santa Elisa, s'installent aux  canons antiaériens du pétrolier, une action qui s'avère nécessaire et opportune, car vers 10 h 44, le convoi est attaqué par neuf Junkers Ju 87. Le Ledbury est touché par une bombe qui a failli frapper le gaillard d’arrière et une autre près de la poupe arrière, mais n’a subi aucune victime. Les secours aériens arrivent, pilotés par des Supermarine Spitfire venant de Malte, chassant d’autres attaques d'avions ennemis. Enfin, le Ledbury, le Penn et le Bramham arrive supportant le Ohio au port de Grand Harbour de La Valette à Malte.
Le Ledbury reste à Malte jusqu’au 19 août, puis commence son retour vers Gibraltar, puis quatre jours plus tard, il est de retour en Angleterre pour rejoindre sa flotte d’origine. Le navire est réparé à Grimsby avant de se rendre à Scapa Flow et, le 18 octobre, il participe à la protection du 1er Escadron de mouilleurs de mines dans un champ de mines en mer du Nord. Le 30 octobre, le Ledbury et son sister ship Middleton (L74) participent à l’escorte du convoi QP15 de retour de Russie. Une autre activité d’escorte lui est affectuée entre le 15 et le 18 décembre et du 22 au 25 décembre, quand le Ledbury et ses navires jumeaux Blankney (L30) et Chiddingfold (L31) escortent le convoi JW51.

#### 1943
Le 9 janvier 1943, le Ledbury et le Blankney se joignent à l’escorte du convoi RA51 pour le retour. Le 13 janvier, il effectue des exercices avec les destroyers Walpole (D41) et Easton (L09) à Scapa Flow. Le 17 janvier 1943, le convoi JW52 avec 15 navires marchands quitte le Loch Ewe avec des composants d’escorte occidentaux, y compris le Ledbury, le Middleton et le Blankney. L’escorte est détachée du convoi le 21 janvier, après avoir été remise à la Western Local Escort (force d’escorte local de l’Ouest), avec les destroyers Onslaught (G04), Beagle (H30), Bulldog (H91), Matchless (G52), Musketeer (G86), Offa (G29) et le destroyer polonais ORP Piorun (G65).
Le 9 mars, c’est avec Vivacious (D36), Meynell (L82) et Pytchley (L92) qu’il escorte le convoi RA53 pour le retour,.
En avril, après une série de voyages d’escorte de convois entre l’Islande et les îles Orcades, le Ledbury est déplacé en Méditerranée. Après être réaménagé à Sheerness, il se rend à Gibraltar le 25 mai rejoindre la 57e Division des destroyers pour compéter ses essais.

Début juin, il est nommé pour participer à l’opération Husky, les débarquements alliés en Sicile, en Italie.

Du 21 au 26 juin, il escorte le convoi WS31/KMF17 pendant la traversée de l’océan Atlantique avec les destroyers de la Home Fleet.
Au début du mois de juillet, le Ledbury est transféré à la 58e Division des destroyers. Le 5 juillet, il escorte le convoi KMS8 au départ de Gibraltar dans le cadre du Groupe d'escorte S en direction de la Sicile. Et après son arrivée sur la zone de débarquement de Bark West le 9 juillet avec le convoi SBF1, il se joint à la Support Force East (Force de soutien de l’Est) pour protéger les Forces N, B et V  qui forment le XXX Corps sur la région sud-ouest de Syracuse. Cette force est parmi les forces les plus puissantes qui ont inclus plus de 50 destroyers concentrés pour protéger les croiseurs dans la composante amphibie principale,.
Après la fin de l’opération Husky, le navire reprend ses opérations d’escorte de convois en Méditerranée et continue d’être mobilisé pour rejoindre l’opération Avalanche, les débarquements alliés à Salerne, en Italie,.
En septembre, le Ledbury est transféré à la 59e Division des destroyers. Le 8 septembre, elle rejoint la Task Force 85 (TF 85), la force d’attaque du Nord, et part de Palerme dans le cadre du convoi TFS1X. En arrivant sur la plage de débarquement le lendemain, il est affecté pour fournir un soutien d'artillerie pour les débarquements. Lorsque la campagne prend fin le 10 octobre, il mène des opérations de patrouille et d’escorte de convois dans les eaux centrale de la Méditerranée et de l’Adriatique, basé à Malte et plus tard à Alexandrie,.

#### 1944
Du 15 janvier au 12 février 1944, le Ledbury participe à des patrouilles le long de la route des patrouilles sur la côte de la Dalmatie, où les forces de l'Axe subissent de lourdes pertes en raison des frappes aériennes alliées venant des aéroports en Italie. Les 15 et 16 janvier, le Ledburyet son sister ship Blackmore (L43) bombardent la ville portuaire de Durazzo, en Albanie, pour soutenir les opérations de guérilla, tandis que les autres navires approchent de Curzola. Le 10 octobre, il est transféré aux forces de la Royal Navy de la mer Égée pour soutenir les campagnes pour la reprise des îles grecques. Il participe à l’escorte du convoi amphibie au Pirée.

#### 1945
Le Ledbury retourne en Angleterre le 5 mai 1945, puis est transféré à Gibraltar, prêt à être envoyé en Extrême-Orient en cas de besoin. Il est révisé au chantier naval de Gibraltar de juillet à août.

### Après-guerre
Après son radoub, le Ledbury arrive en Angleterre le 1er janvier 1946, et est mis en réserve à Portsmouth le 3 mars 1946. Il y reste jusqu’à ce qu’il soit mis sur la liste des démolitions en 1958.
Il est vendu à BISCO et est démantelé par Shipbreaking Industries à Charlestown près de Rosyth le 5 mai 1958.

### Honneurs de bataille
- MALTA CONVOYS 1942
- ARCTIC 1942-43
- SICILY 1943
- SALERNO 1943
- ADRIATIC 1944
- AEGEAN 1944

### Commandement
- Lieutenant Commander  (Lt.Cdr. ) Roger Percival Hill (RN) du 30 décembre 1941 au 6 octobre 1942
- Lieutenant (Lt.) Denis Roy Newton Murdoch (RN) du 6 octobre 1942 au 23 février 1944
- Lieutenant Commander (Lt.Cdr. ) James Harry Higson (RN) du 23 février 1944 au 1er mai 1945
- Lieutenant (Lt.) Jack Broughton Cox (RN) du 1er mai 1945 à début-1946